# Liste des épisodes de La Ligue des justiciers : Nouvelle Génération
Cet article présente la liste des épisodes de la série télévisée La Ligue des justiciers : Nouvelle Génération.

## Première saison (2010-2012)
1. Le Jour de l'indépendance (Independence Day)
2. Feu d'artifice (Fireworks)
3. Bienvenue au port de plaisance (Welcome to Happy Harbor)
4. Zone de largage  (Drop Zone)
5. L'Apprentissage (Schooled)
6. Infiltré  (Infiltrator)
7. Le Déni (Denial)
8. Temps mort (Downtime)
9. Abandonnés (Bereft)
10. Cibles (Targets)
11. Les Jumeaux Terror (Terrors)
12. Piégés de l'intérieur (Home Front)
13. Le Mâle Alpha (Alpha Male)
14. Révélation (Revelation)
15. Humanité (Humanity)
16. Point limite (Failsafe)
17. Dérangé (Disordered)
18. Secrets (Secrets)
19. Déplacés (Misplaced)
20. Insensible (Coldhearted)
21. Il ne faut pas se fier aux apparences (Image)
22. L'Ordre du jour (Agendas)
23. Un manque de confiance (Insecurity)
24. Performance (Performance)
25. Les Suspects habituels (Usual Suspects)
26. L'Union fait la force (Auld Acquaintance)

## Deuxième saison (2012-2013)
1. Bonne année (Happy New Year!)
2. Terriens (Earthlings)
3. Exclu (Alienated)
4. Le Golem (Salvage)
5. En Dessous (Beneath)
6. Réunion de Famille (Bloodlines)
7. Les Profondeurs (Depths)
8. Satisfaction (Satisfaction)
9. Obscur (Darkest)
10. Avant l'Aube (Before the Dawn)
11. Coincé (Cornered)
12. La Nourriture du Futur (True Colors)
13. La Réparation (The Fix)
14. L'évasion (The Runaways)
15. La Guerre (War)
16. Complications (Complications)
17. La Chasse (Hunt)
18. Intervention (Intervention)
19. Réunion au Sommet (Summit)
20. Fin de Partie (EndGame)

## Troisième saison (2019)
1. Tous princes (Princes All)
2. Nous, les Rois (Royal We)
3. Menace Imminente (Eminent Threat)
4. Sécurité Privée (Private Security)
5. Mission lointaine (Away Mission)
6. Opération Sauvetage (Rescue Op)
7. Évolution (Evolution)
8. Triptyque (Triptych)
9. Le Torchon Brûle (Home Fires)
10. Des Êtres Exceptionnels (Exceptional Human Beings)
11. Un Monstre comme Nous (Another Freak)
12. Réalité Augmentée (Nightmare Monkeys)
13. Les Vrais Héros (True Heroes)
14. Influence (Influence)
15. Marge de Manœuvre (Leverage)
16. Illusion de Contrôle (Illusion of Control)
17. Première Impression (First Impression)
18. Pré-Alerte (Early Warning)
19. La Sagesse des Anciens (Elder Wisdom)
20. En Parler (Quiet Conversations)
21. Facteurs Inconnus (Unknown Factors)
22. Pathologies Déviantes (Antisocial Pathologies)
23. Terminus (Terminus)
24. Sur la Brèche (Into the Breach)
25. Bouleversements (Overwhelmed)
26. Plus Jamais (Nevermore)

## Quatrième saison (2021-2022)
1. Accueil Hostile (Inhospitable)
2. Grandes Manœuvres (Needful)
3. Etats de Colères (Volatile)
4. Non Intentionnel (Involuntary)
5. Ombres du Passé (Tale of Two Sisters)
6. Une Traversée du Miroir (Artemis Through the Looking Glass)
7. X, L'inconnue Derrière Deux Portes (The Lady, or the Tigress?)
8. Dans Une Cage, Les Chats Chantent (I Know Why the Caged Cat Sings)
9. Energie Maléfique (Odnu!)
10. Volonté de Domination (Nomed Esir!)
11. Affûter Les Armes (Teg Ydaer!)
12. Nouveau Chaos (Og Htrof Dna Reuqnoc!)
13. Tu m'as Brisé Le Coeur (Kaerb Ym Traeh!)
14. Le Crépuscule Nautique (Nautical Twilight)
15. Entraide (Ebb Tide)
16. Tapi Dans Les Profondeurs (Emergency Dive)
17. Enfin Le Bout Du Tunnel (Leviathan Wakes)
18. Revoir Les New Gods (Beyond the Grip of the Gods!)
19. Rage Et Espoir (Encounter Upon the Razor's Edge!)
20. Initiation Aux Secrets Des Civilisations Passées (Forbidden Secrets of Civilizations Past!)
21. Balade Au Bout De La Mort (Odyssey of Death!)
22. La Recherche Commence (Rescue and Search)
23. Ego Et Superego (Ego and Superego)
24. Zénith et Abysses (Zenith and Abyss)
25. Obéir Ou Mourir (Over and Out)
26. D'une Vie à L'autre (Death and Rebirth)